# Hans Maikowski

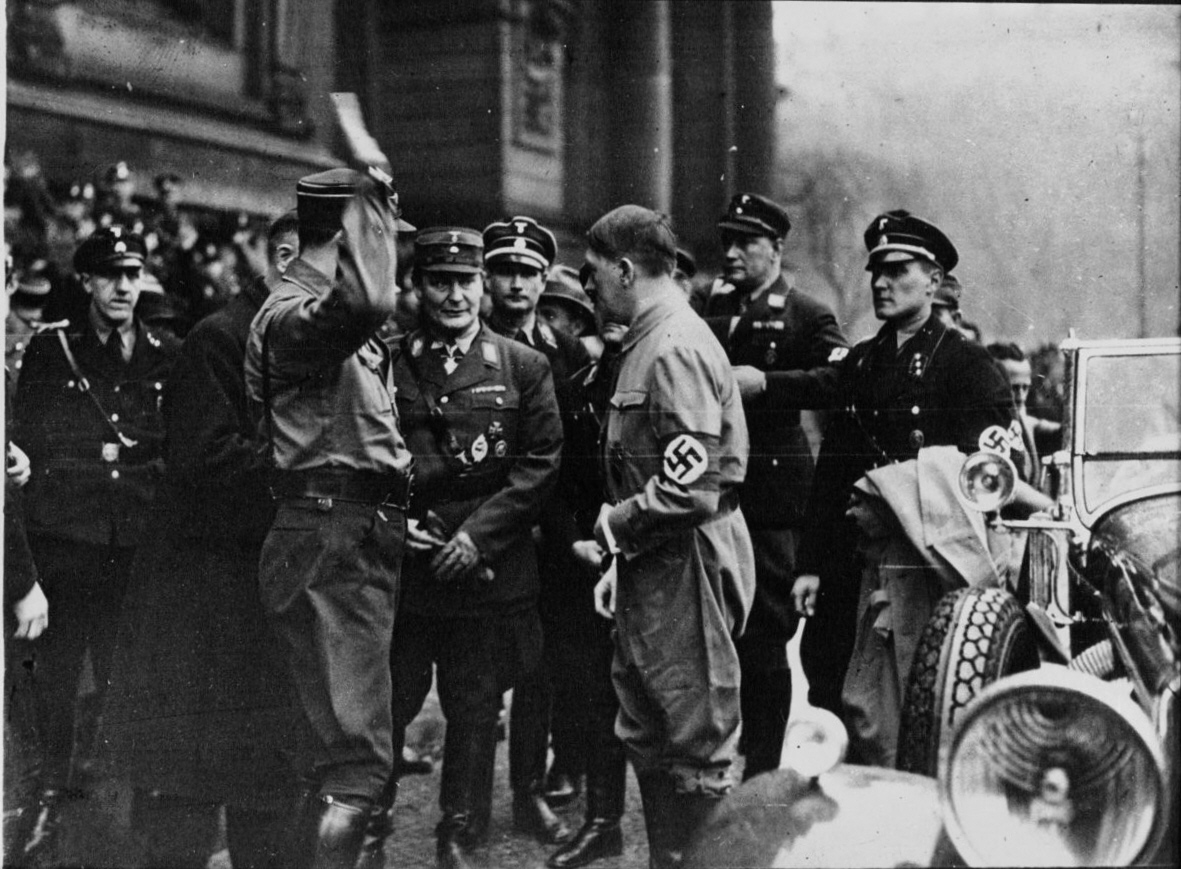
Statsbegravningen för Hans Maikowski och Josef Zauritz.

Hans Eberhard Maikowski, född den 25 februari 1908 i Berlin, Kejsardömet Tyskland, död den 30 januari 1933 i Berlin, var en tysk SA-medlem och Sturmführer.

## Biografi
Maikowski var ledare för SA-Sturm 33 Berlin-Mitte. Han grundade därtill Hitlerjugend i Charlottenburg. Den 30 januari 1933 deltog han i det fackeltåg som i Berlin firade nationalsocialisternas Machtübernahme. På hemväg från fackeltåget sköts Maikowski och polismannen Josef Zauritz (1897–1933) till döds på det som i dag är Zillestrasse i Charlottenburg. Vittnen såg mördaren och vittnade mot en av kommunisterna som hade befunnit sig på platsen och attackerat fackeltåget. Nationalsocialisterna hyllade Maikowski som martyr och en ny Horst Wessel.